# Dicranàcies
Les dicranàcies (Dicranaceae) són una família de molses de l'ordre Dicranales, totes les seves espècies són dioiques.

## Gèneres
| - Anisothecium - Aongstroemia - Aongstroemiopsis - Braunfelsia - Brotherobryum - Bryotestua - Camptodontium - Campylopodium - Chorisodontium - Cnestrum - Cryptodicranum |  | - Dicnemon - Dicranella - Dicranoloma - Dicranum - Diobelonella - Eucamptodon - Eucamptodontopsis - Holomitriopsis - Holomitrium - Hygrodicranum |  | - Leptotrichella - Leucoloma - Macrodictyum - Mesotus - Mitrobryum - Muscoherzogia - Orthodicranum - Paraleucobryum - Parisia - Platyneuron |  | - Pocsiella - Polymerodon - Pseudephemerum - Pseudochorisodontium - Schliephackea - Sclerodontium - Sphaerothecium - Steyermarkiella - Wardia - Werneriobryum |  |